# Aménagement de Roselend - La Bâthie

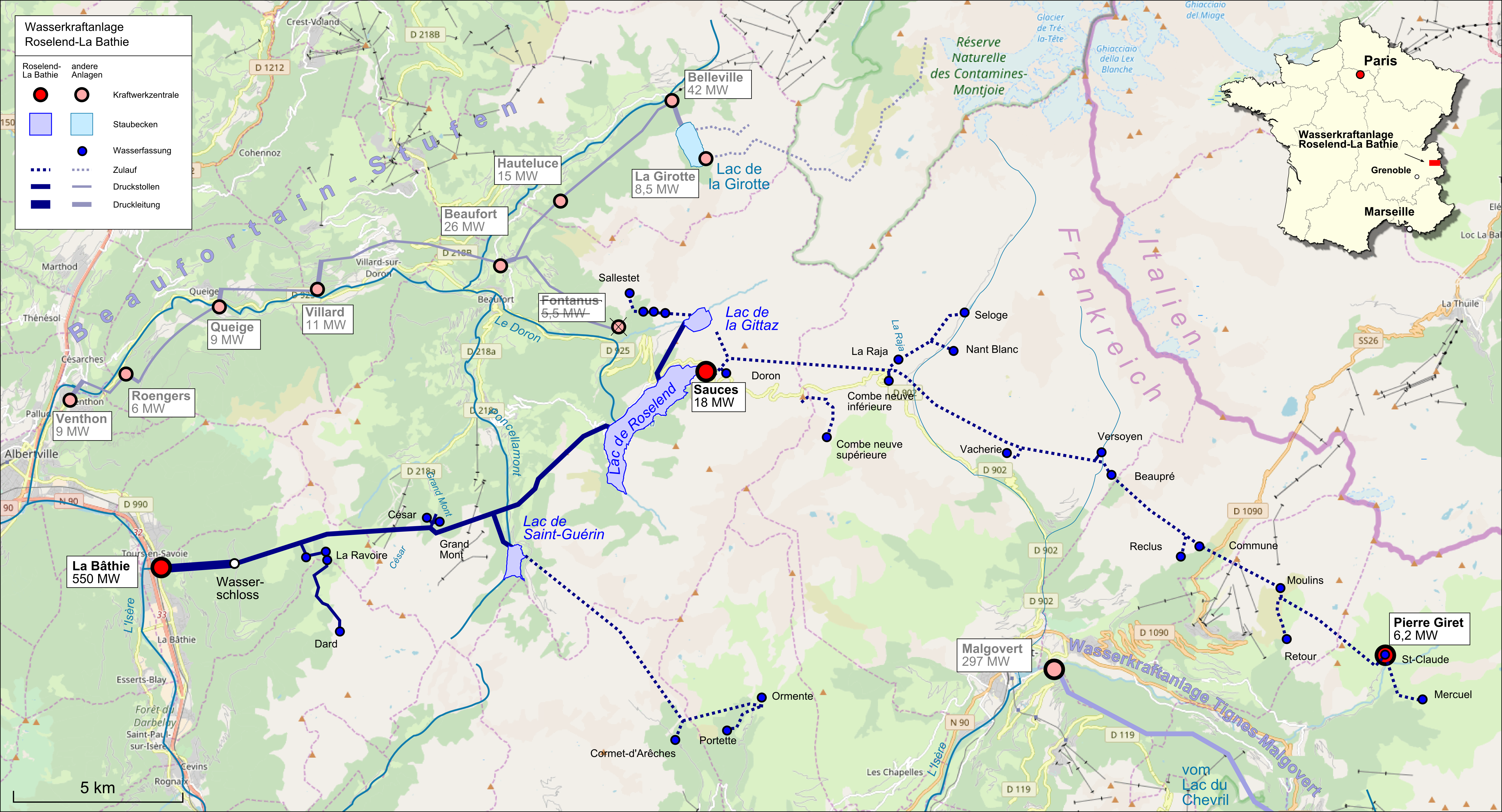

L'aménagement de Roselend - La Bâthie est un complexe hydroélectrique situé dans le massif du Beaufortain, dans le département français de la Savoie. Articulé autour du barrage de Roselend et de la centrale électrique de La Bâthie, il est composé de trente prises d'eau placées sur les cours d'eau du massif, de trois barrages réservoirs (Roselend, Saint-Guérin et La Gittaz) et de trois centrales électriques (La Bâthie, La Sauce et Pierre Giret) reliés par quarante-deux kilomètres de canalisations souterraines.
Il s'agit du second plus important producteur d'énergie hydroélectrique de Savoie après celui de Super-Bissorte en Maurienne.

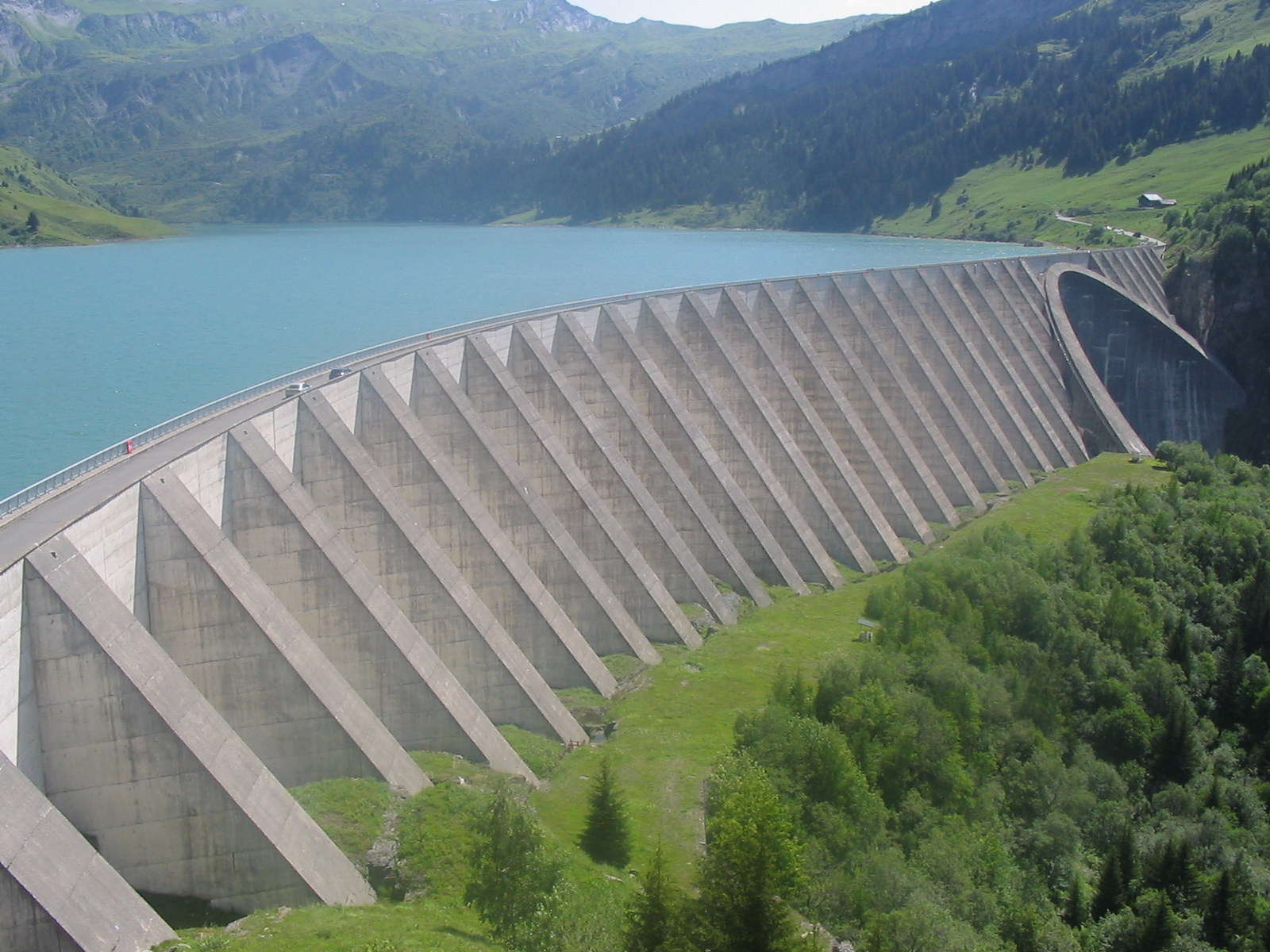
Le barrage de Roselend, réservoir principal du complexe hydroélectrique.

## Histoire
Construit entre 1955 et 1967 par Électricité de France, ce complexe hydroélectrique a une puissance de 600 MW et produit chaque année l'équivalent de la consommation d'électricité de 450 000 habitants.